# Tycho (kráter)

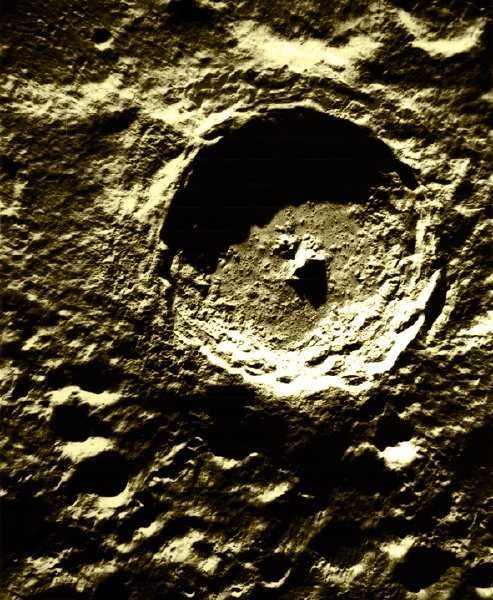
kráter Tycho

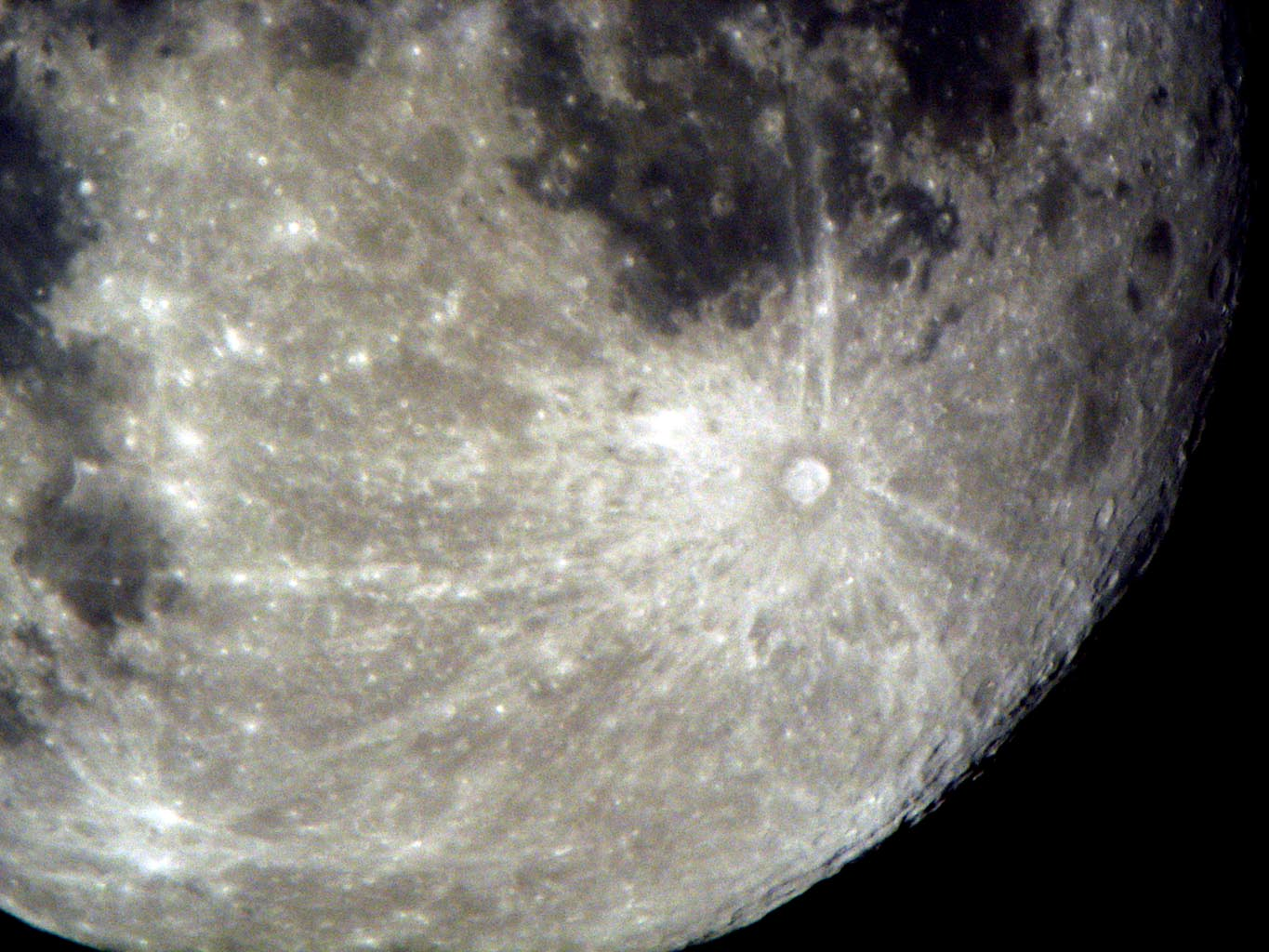
Vzhled paprsků směřujících od kráteru Tycho.

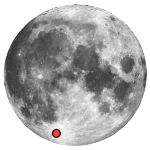
Poloha kráteru Tycho na přivrácené straně Měsíce.

Kráter Tycho je impaktní kráter nacházející se v jižní části přivrácené strany Měsíce. Má průměr 85 kilometrů a je hluboký 4 850 metrů. Podle datování vzorků, získaných expedicí Apollo 17, vznikl kráter Tycho před 109 miliony let, je tak jedním z nejmladších kráterů na Měsíci. Od centra kráteru vychází sekundární impaktní krátery vzniklé dopadem materiálu vyvrženého při dopadu hlavního tělesa. Nazván byl podle dánského astronoma Tycha Braha.

## Vzhled
Kráter Tycho patří mezi nejnápadnější útvary na přivrácené straně Měsíce. Průměr kráteru je 85 km, po obvodu se nachází stupňovité valy a z centrální části kráteru vystupují vrcholky vysoké cca 1 600 m. Jeho dno je značně nerovné.
V době kolem úplňku lze v nejbližším okolí kráteru pozorovat tmavé halo. To vytváří impaktní tavenina, která byla vyvržena mezi posledním materiálem při dopadu asteroidu, jenž vytvořil kráter.
Od kráteru směřují až do vzdálenosti 2 000 kilometrů světlé paprsky tvořené sekundárními (druhotnými) krátery, vzniklými dopadem vyvrženého materiálu, a horninou, která tvořila původně místo dopadu. Paprsky jsou světlé proto, že vyvržená hornina z podkladu dosud neztmavla působením slunečních paprsků a dopady mikrometeoritů jako okolní horniny. Na západní straně od kráteru se nalézá místo zcela bez paprsků. Usuzujeme z toho, že kráter vznikl šikmým dopadem tělesa, které přiletělo ze západu.

## Vznik
Podle teorie česko-amerického týmu astronomů (Dr. William Bottke [SwRI], Dr. David Vokrouhlický [UK] a Dr. David Nesvorny [SwRI]) vznikl dopadem asteroidu patřícího do rodiny planetky Baptistina.

## Kráter Tycho v kultuře
- Arthur C. Clarke umístil ve svém sci-fi románu 2001: Vesmírná odysea do oblasti kráteru Tycho nalezení monolitu MAT-1, který zde způsoboval magnetickou anomálii.
- V knize Roberta A. Heinleina Měsíc je drsná milenka je kráter Tycho domovem lunární osady „Tycho Under“.
- V českém komiksu Vzpoura mozků se v kráteru Tycho vyskytuje základna chráněná silovým polem. Na základně byl pořízen obrazový záznam pro vracející se mezihvězdné expedice o situaci na Zemi.[6]
- Ve filmu Star Trek VIII se komandér Riker zmiňuje o existenci lunárního města Tycho City, kde žije 100 000 obyvatel.